# ایچ، استیریا
ایچ، استیریا (به آلمانی: Aich, Styria) یک سکونتگاه مسکونی در اتریش است که در Expositur Gröbming واقع شده‌است.

## خصوصیات
ایچ ۲۴٫۶۸ کیلومترمربع مساحت دارد ۶۹۴ متر بالاتر از سطح دریا واقع شده‌است.